# Tulsa
Tulsa é uma cidade do estado americano de Oklahoma. Localiza-se no nordeste do estado, nos condados de Osage, Rogers, Tulsa, do qual é sede, e Wagoner. Foi fundada em 1882 e tem estatuto de cidade desde 1898.
Com mais de 413 mil habitantes, de acordo com o censo nacional de 2020, é a segunda cidade mais populosa do estado, depois Oklahoma City, e a 47ª mais populosa do país. Pouco mais de 10% da população total de Oklahoma vive em Tulsa.

## História

### Prosperidade
A Tulsa do início da década de 1920 era uma cidade moderna de mais de 100 mil habitantes. Alguns anos antes, a descoberta de poços de petróleo havia enriquecido muitos moradores brancos e também alguns negros que tinham terras na área.
as esse era um período de violência racial, com linchamentos e rígidas leis de segregação, que proibiam que negros frequentassem os mesmos ambientes que a população branca. Assim como em várias outras cidades americanas, os trilhos da ferrovia marcavam a separação entre a parte negra e a parte branca da cidade.
O distrito de Greenwood ficava ao norte dos trilhos. A partir de 1905, a área começou a atrair comerciantes e empreendedores negros, dando início ao que ficaria conhecido como a "Wall Street Negra", uma das mais bem-sucedidas comunidades negras em um país que somente poucas décadas antes havia abolido a escravidão.
Segundo o historiador Scott Ellsworth, autor do livro Death in a Promised Land: The Tulsa Race Riot of 1921 ("Morte em uma terra prometida: o tumulto racial de Tulsa de 1921", em tradução livre), a maioria dos 10 mil residentes negros da cidade vivia em Greenwood.
"Um bairro vibrante que abrigava dois jornais, várias igrejas, uma biblioteca e vários estabelecimentos comerciais que pertenciam a proprietários negros", escreveu Ellsworth em um artigo para a Oklahoma Historical Society (Sociedade Histórica de Oklahoma).
Os 40 quarteirões que formavam a chamada "Wall Street Negra" eram pontuados por hotéis, restaurantes, joalherias e cerca de 200 estabelecimentos comerciais de pequeno porte, como farmácias, armarinhos, lavanderias, barbearias e salões de beleza. Havia até um cinema.
As casas elegantes de Greenwood eram endereço de muitos médicos, dentistas, advogados e outros profissionais negros de renome. "A. C. Jackson era considerado o melhor cirurgião negro do país. Simon Berry era um piloto negro que tinha seu próprio avião e era proprietário de um serviço de transportes", diz à BBC News Brasil a diretora de programação do centro cultural de Greenwood, Mechelle Brown.
"Era extraordinária a prosperidade que existia na comunidade negra de Tulsa na época", afirma Brown.

### Tensão racial e ressentimento
Mas Ellsworth observa que Tulsa também tinha problemas, com altas taxas de criminalidade e casos de linchamento, inclusive o de um jovem branco acusado de assassinato e morto por uma multidão branca meses antes do massacre em Greenwood.
Historiadores ressaltam que, nessa época, em todo o país, havia ressentimento por parte de muitos brancos com o fato de alguns negros serem bem-sucedidos. Os anos anteriores já haviam registrado dezenas de conflitos raciais em diversas cidades americanas, com centenas de negros mortos.
"Muitos brancos tinham inveja do sucesso dos afro-americanos, faziam comentários do tipo 'como esses negros ousam ter um piano de cauda em sua casa se eu não tenho um piano na minha?'. Também acreditavam que os afro-americanos estavam roubando seus empregos", diz Mechelle Brown.
Ela ressalta ainda que o grupo supremacista branco Ku Klux Klan tinha muita força nos anos 1920. A primeira Ku Klux Klan operou entre as décadas de 1860 e 1870, durante o período de Reconstrução. Em 1915, foi fundada a segunda versão do grupo. "Muitos líderes municipais, policiais, bombeiros eram membros da Ku Klux Klan", afirma Brown.
Segundo Ellsworth, a "explosão de violência" em Greenwood foi um entre vários episódios semelhantes ao redor do país. "Ocorreu durante uma era de profundas tensões raciais, caracterizada pelo nascimento e rápido crescimento da chamada segunda Ku Klux Klan e pelos esforços determinados de afro-americanos para resistir aos ataques contra suas comunidades, particularmente na questão de linchamentos", escreveu o historiador.

### Gritos no elevador
O episódio que provocou o massacre em Greenwood ocorreu em 30 de maio de 1921. Naquela tarde, um engraxate negro chamado Dick Rowland, de 19 anos, pegou o elevador no Drexel Building, prédio onde ficava o único banheiro que os negros tinham permissão para usar no centro da cidade. A ascensorista, uma jovem branca chamada Sarah Page, deu um grito.
Segundo Ellsworth, não se sabe o que causou a reação da moça, mas "a explicação mais comum é que Rowland pisou no pé de Page ao entrar no elevador, fazendo com que ela gritasse".
Rowland foi detido e, no dia seguinte, o jornal Tulsa Tribune noticiou que ele havia tentado estuprar Page. "Além disso, segundo testemunhas, o Tribune também publicou um editorial, hoje perdido, intitulado 'Negro será linchado esta noite'", escreveu Ellsworth.
Uma multidão de brancos se dirigiu à cadeia, mas o xerife se recusou a entregar o prisioneiro. Ao ficarem sabendo disso, dezenas de homens negros de Greenwood, muitos deles veteranos da Primeira Guerra Mundial que estavam armados, também se dirigiram até a cadeia, para ajudar a proteger Rowland. A ajuda foi recusada pelo xerife.
"Quando (os negros) estavam indo embora, um homem branco tentou desarmar um veterano negro, e um tiro foi disparado. O tumulto começou", relatou Ellsworth.

### Destruição
Frustrados por não terem conseguido linchar Rowland, brancos armados começaram a atacar negros aleatoriamente, atirando contra pessoas e casas. De acordo com Ellsworth, as autoridades pouco fizeram para conter o conflito nessas primeiras horas, concentrando-se em proteger bairros com moradores brancos — que não estavam sob ataque.
Quando a madrugada de 1º de junho chegou, a multidão enfurecida já reunia milhares, e se de dirigiu a Greenwood. Segundo testemunhas, os invasores atearam fogo às casas e lojas. Objetos de valor foram roubados, e o resto destruído. Pelo menos uma metralhadora e até aviões foram usados nos ataques.
Sobreviventes relataram ter visto homens, mulheres e crianças mortos a tiros ao tentar escapar das chamas, entre eles A. C. Jackson, o renomado cirurgião negro, que foi alvejado ao sair de sua casa com as mãos para cima e se render a um grupo de homens brancos. O corpo de bombeiros não respondeu aos chamados de emergência.
"Quando o reforço da guarda nacional chegou a Tulsa, às 9:15 da manhã, a maior parte de Greenwood já havia sido destruída", escreveu Ellsworth. "Quando a violência finalmente chegou a fim, a cidade estava sob lei marcial, milhares de cidadãos haviam sido detidos por guardas armados e a segunda maior comunidade afro-americana do Estado havia sido reduzida a cinzas."
Até hoje não há consenso sobre o número de vítimas. Um relatório publicado em 2001 por uma comissão que investigou o episódio diz que foi possível confirmar 39 mortos, sendo 26 negros e 13 brancos, mas que as estimativas anteriores, de até 300 vítimas, podem ser verdadeiras - já que muitos corpos podem ter sido jogados em valas comuns e no rio Arkansas, conforme o relato de testemunhas.
Os sobreviventes do massacre foram detidos e levados a acampamentos. Os moradores de Greenwood declararam prejuízo de US$ 1,8 milhão de dólares na época, mas as seguradoras se recusaram a pagar.
Sarah Page, a ascensorista, retirou a acusação contra Dick Rowland, e ele não foi indiciado. Mas, mesmo assim, as autoridades decidiram que os negros eram os culpados pela violência, classificada como um motim racial. Nenhum dos invasores brancos jamais foi responsabilizado.

### Esquecimento e investigação
Segundo Ellsworth, a maior parte da população negra de Tulsa ficou desabrigada após o episódio, mas dias depois já começaram a trabalhar na reconstrução de sua comunidade em Greenwood. Muitos se mudaram para barracas nos terrenos onde originalmente ficavam suas casas.
"Eles estavam determinados a ficar em Greenwood", diz Mechelle Brown. "E em 1925, a comunidade afro-americana já havia reconstruído Greenwood completamente."
Mas muitas famílias nunca se recuperaram. Com o tempo, o massacre caiu no esquecimento e o assunto virou tabu.
"Os brancos não queriam falar sobre isso, muito tinham vergonha do que tinha acontecido", observa Brown. "Os negros também não queriam falar sobre isso. Eles diziam que era muito doloroso, e que para seguir em frente e reconstruir era preciso colocar essa parte da história no passado."
Em 1997, uma comissão estadual formada para investigar o episódio recomendou o pagamento de reparações aos sobreviventes. Também encontrou evidências de valas comuns e recomendou escavações para confirmar sua existência, mas as autoridades na época decidiram não ir adiante com nenhuma das recomendações.
Agora, às vésperas de completar cem anos, o massacre está sendo investigado novamente. No ano passado, o prefeito de Tulsa, o republicano G.T. Bynum, anunciou a reabertura do que chamou de uma "investigação de homicídio". Cientistas estão usando radares de penetração no solo para tentar encontrar as valas comuns. A investigação deve ser concluída até janeiro.
"O país inteiro vai estar olhando para Tulsa em 2021, na comemoração de cem anos, para ver como a cidade abordou essa história, como mudamos, o que aprendemos", observa Brown.

## Geografia
De acordo com o Departamento do Censo dos Estados Unidos, a cidade tem uma área de 522,2 km², dos quais 511,6 km² estão cobertos por terra e 10,6 km² (2,0%) por água.

## Demografia

### Censo 2020
De acordo com o censo nacional de 2020, a sua população é de 413 066 habitantes e sua densidade populacional é de 807,4 hab/km². Seu crescimento populacional na última década foi de 5,4%, próximo do crescimento estadual de 5,5%. É a segunda cidade mais populosa do estado e a 47ª mais populosa do país.
Possui 191 364 residências que resulta em uma densidade de 374 residências/km² e um aumento de 3,4% em relação ao censo anterior. Deste total, 10,3% das unidades habitacionais estão desocupadas. A média de ocupação é de 2,4 pessoas por residência.

### Censo 2010
Segundo o censo nacional de 2010, a cidade propriamente dita possui 391 906 habitantes, com 937 478 pessoas em sua região metropolitana. Possui 185 127 residências, que resulta em uma densidade de 363,3 residências/km².

## Cultura
É muitas vezes referida como a "capital mundial do petróleo" devido à presença de numerosas empresas da indústria petrolífera. É ainda conhecida por alegadamente ter dado origem à famosa U.S. Route 66. É citada na série House of Night, no seriado de comédia Friends, e também na série da HBO, Watchmen, é também conhecida por ser a terra natal da banda Hanson, formada pelos irmãos Isaac, Taylor e Zac.

### Cultura Cherokee
O cherokee (Tsalagi), também chamado de cheroqui, é uma língua iroquesa falada pelos cherokees, povo indígena norte-americano que usa o silabário cherokee. Essa é a única língua iroquesa meridional que ainda é falada.
As nações e grupos cherokee reconhecidos pelo governo dos Estados Unidos representam 250 mil pessoas com sede em Tahlequah, Oklahoma, são a Nação Cherokee (Cherokee Nation) e o Grupo Unido Keetoowah dos Índios Cherokee (United Keetoowah Band of Cherokee Indians) e, baseados na cidade de Cherokee, na Carolina do Norte, o Grupo Oriental dos Índios Cherokee (Eastern Band of Cherokee Indians).
O cherokee é uma língua polissintética, com ênfase nas sílabas. O dialeto cherokee é falado pelos habitantes das cidades próximas à fronteira entre a Carolina do Sul e a Geórgia possuindo o r como consoante líquida em seu inventário, enquanto o dialeto ani-kutani falado na Carolina do Norte e Oklahoma contêm. A palavra cherokee, por exemplo, quando falada nesse dialeto é expressa Tsa-la-gi (pronunciado djah-la-gui, ou tcha-la-gui) pelos falantes nativos. A língua não possui “p” e “b”.

## Marcos históricos
O Registro Nacional de Lugares Históricos lista 92 marcos históricos em Tulsa, dos quais apenas um é Marco Histórico Nacional na cidade, a Boston Avenue Methodist Episcopal Church, designada 1999. O primeiro marco foi designado em 10 de abril de 1975 e os mais recentes em 10 de junho de 2021, o 100 Block North Greenwood Avenue e o Daniel Webster High School Historic District.